# Município de St. Clair (condado de Butler, Ohio)
O município de St. Clair (em inglês: St. Clair Township) é um município localizado no condado de Butler no estado estadounidense de Ohio. No ano de 2010 tinha uma população de 6.908 habitantes e uma densidade populacional de 124,42 pessoas por km².

## Geografia
O município de St. Clair encontra-se localizado nas coordenadas 39° 26′ 56″ N, 84° 32′ 12″ O. Segundo a Departamento do Censo dos Estados Unidos, o município tem uma superfície total de 55.52 km², da qual 54.61 km² correspondem a terra firme e (1.63%) 0.91 km² é água.

## Demografia
Segundo o censo de 2010, tinha 6.908 habitantes residindo no município de St. Clair. A densidade populacional era de 124,42 hab./km². Dos 6.908 habitantes, o município de St. Clair estava composto pelo 95.41% brancos, o 2.14% eram afroamericanos, o 0.2% eram amerindios, o 0.17% eram asiáticos, o 0.03% eram insulares do Pacífico, o 0.28% eram de outras raças e o 1.77% pertenciam a duas ou mais raças. Do total da população o 1.33% eram hispanos ou latinos de qualquer raça.